# Vitalij Michajlovyč Žolobov
Vitalij Michajlovyč Žolobov (in ucraino Віталій Михайлович Жолобов?, in russo Вита́лий Миха́йлович Жо́лобов?, Vitalij Michajlovič Žolobov; 18 giugno 1937) è un cosmonauta e ingegnere sovietico.
Nato in Ucraina, ha partecipato alla missione Soyuz 21 come ingegnere di bordo. Durante la missione ha raggiunto la stazione spaziale Saljut 5. Ha sofferto di un forte malessere dovuto alla mancanza di gravità.